# Feodor Goecke
Feodor Goecke (* 23. März 1836 in Duisburg; † 6. April 1907 in Bonn) war ein deutscher Manager und Politiker und Generalbevollmächtigter der rheinischen Stahlwerke.

## Leben
Als Sohn eines Rechtsanwalts geboren, studierte Goecke nach dem Besuch des Duisburger Gymnasiums Philosophie und Medizin in Berlin und Rechtswissenschaften in Bonn. Während seines Studiums wurde er 1854 Mitglied der Burschenschaft Alemannia Bonn. 1857 wurde er zum Dr. iur. promoviert. Nach Referendariat und Assessorzeit in Duisburg arbeitete er kurze Zeit in der Kanzlei seines Vaters, wurde dann aber 1863 Subdirektor und später Direktor des Rhein-Ruhr-Aktienvereins. 1869 wurde er Stadtverordneter in Duisburg. Von 1870 bis 1873 war er für die Nationalliberale Partei Abgeordneter des Preußischen Abgeordnetenhauses. 1876 vertrat er Duisburg auf dem Deutschen Städtetag. 1877 wurde er Generalbevollmächtigter und Aufsichtsratsvorsitzender der Rheinischen Stahlwerke AG in Meiderich. Als Vorsitzender der städtischen Hafenkommission (1889–1890) machte er sich um den Ausbau des Duisburger Hafens verdient.

## Ehrungen
- 1888: Roter Adlerorden 4. Klasse
- In Berlin ist die Goeckestraße nach ihm benannt